# Reprezentacja Austrii na Mistrzostwach Świata w Narciarstwie Klasycznym 2011
Reprezentacja Austrii na Mistrzostwach Świata w Narciarstwie Klasycznym 2011 liczyła 21 sportowców.

## Medale

### Złote medale
Skoki narciarskie kobiet, skocznia normalna: Daniela Iraschko
Skoki narciarskie mężczyzn, skocznia normalna indywidualnie: Thomas Morgenstern
Skoki narciarskie mężczyzn, skocznia normalna drużynowo: Thomas Morgenstern, Andreas Kofler, Gregor Schlierenzauer, Martin Koch
Kombinacja norweska, konkurs drużynowy HS 106/4x5 km: Felix Gottwald, David Kreiner, Mario Stecher, Bernhard Gruber
Skoki narciarskie mężczyzn, skocznia duża indywidualnie: Gregor Schlierenzauer
Kombinacja norweska, konkurs drużynowy HS 134/4x5 km: Bernhard Gruber, David Kreiner, Felix Gottwald, Mario Stecher
Skoki narciarskie mężczyzn, skocznia duża drużynowo: Gregor Schlierenzauer, Martin Koch, Andreas Kofler, Thomas Morgenstern

### Srebrne medale
Skoki narciarskie mężczyzn, skocznia normalna indywidualnie: Andreas Kofler
Skoki narciarskie mężczyzn, skocznia duża indywidualnie: Thomas Morgenstern

### Brązowe medale
Kombinacja norweska, konkurs indywidualny HS 106/10 km: Felix Gottwald

## Wyniki

### Biegi narciarskie mężczyzn
Sprint
- Bernhard Tritscher – 21. miejsce
- Max Hauke – odpadł w kwalifikacjach
- Harald Wurm – odpadł w kwalifikacjach
- Markus Bader – odpadł w kwalifikacjach

Bieg łączony na 30 km
- Jürgen Pinter – 40. miejsce

Sprint drużynowy
- Max Hauke, Aurelius Herburger – 14. miejsce

Bieg na 50 km
- Jürgen Pinter – 47. miejsce
- Bernhard Tritscher – 48. miejsce
- Thomas Grader – 60. miejsce
- Johannes Duerr – 64. miejsce

### Biegi narciarskie kobiet
Sprint
- Katerina Smutna – odpadła w kwalifikacjach

Bieg na 10 km
- Katerina Smutna – 15. miejsce

### Kombinacja norweska
Konkurs indywidualny HS 106/10 km
- Felix Gottwald – 3. miejsce
- David Kreiner – 12. miejsce
- Wilhelm Denifl – 13. miejsce
- Mario Stecher – 29. miejsce

Konkurs drużynowy HS 106/4x5 km
- Felix Gottwald, David Kreiner, Mario Stecher, Bernhard Gruber – 1. miejsce

Konkurs indywidualny HS 134/10 km
- Mario Stecher – 10. miejsce
- David Kreiner – 12. miejsce
- Felix Gottwald – 18. miejsce
- Wilhelm Denifl – 19. miejsce

Konkurs drużynowy HS 134/4x5 km
- Bernhard Gruber, David Kreiner, Felix Gottwald, Mario Stecher – 1. miejsce

### Skoki narciarskie mężczyzn
Konkurs indywidualny na skoczni normalnej
- Thomas Morgenstern – 1. miejsce
- Andreas Kofler – 2. miejsce
- Gregor Schlierenzauer – 8. miejsce
- Martin Koch – 21. miejsce
- Wolfgang Loitzl – 37. miejsce

Konkurs drużynowy na skoczni normalnej
- Thomas Morgenstern, Andreas Kofler, Gregor Schlierenzauer, Martin Koch – 1. miejsce

Konkurs indywidualny na skoczni dużej
- Gregor Schlierenzauer – 1. miejsce
- Thomas Morgenstern – 2. miejsce
- Andreas Kofler – 4. miejsce
- Martin Koch – 8. miejsce

Konkurs drużynowy na skoczni dużej
- Gregor Schlierenzauer, Martin Koch, Andreas Kofler, Thomas Morgenstern – 1. miejsce

### Skoki narciarskie kobiet
Konkurs indywidualny na skoczni normalnej
- Daniela Iraschko – 1. miejsce
- Jacqueline Seifridsberger – 32. miejsce